# TOM’S
TOM’S Co., Ltd (яп. 株式会社トムス Kabushiki-gaisha Tomusu) (сокращение от Tachi Oiwa Motor Sport) — автогоночная организация и тюнинговое ателье, базирующийся в Японии. Проект известен по сотрудничеству с марками Toyota и Lexus.

## История
Проект основан в 1974 году бывшим заводским пилотом Toyota Нобухидэ Тати и менеджером по продаже автоаксессуаров Киёси Оивой. Несмотря на тогдашний общемировой нефтяной кризис компания быстро нашла свою нишу в автомобильной промышленности страны и уже через год была признана Toyota своим официальным тюнинговым ателье. Нобухидэ и Киёси предлагали своим потенциальным клиентам доработку двигателя, элементов подвески, выхлопных и тормозных систем, а также ряда других систем автомобиля. Постепенно компания открыла собственное мелкосерийное производство различных автозапчастей. В 1978 году компания открыла свою штаб-квартиру в Таме, Япония, а девять лет спустя было создано европейское представительство проекта: в Норфолке, Великобритания.
Логичным продолжением технологического сотрудничества с Toyota и её подразделениями стало создание автоспортивного отделения TOM’S: в 1982 году компания адаптировала под требования Группы C WSC автомобиль Toyota Celica, а пять лет спустя компания пришла в японские гонки формульного типа, создав отделения в Формуле-3 и в Формуле-2. TOM’S занималась адаптацией под регламент серии двигателей Toyota, а в какой-то момент и пробовала строить собственные шасси.
Позднее, когда Toyota время от времени приходила в тот или иной автогоночный класс, одним из её партнёров в создании нового болида выступала и TOM’S: совместными усилиями создавались машины для гонок ле-мановского типа, японского туринга и JGTC.
Не все проекты были успешны, но техника TOM’S принесла своим пилотам немало побед в гонках и личных чемпионских титулов.